# Gran Premio di superbike di Hockenheim 1997
Il Gran Premio di superbike di Hockenheim 1997 è stato la quarta prova su dodici del campionato mondiale Superbike 1997, disputato il 8 giugno sull'Hockenheimring, ha visto la vittoria di Aaron Slight in gara 1, mentre la gara 2 è stata vinta da Carl Fogarty. La vittoria nella gara valevole per il campionato mondiale Supersport è stata invece ottenuta da Michaël Paquay.

## Risultati

### Gara 1

#### Arrivati al traguardo[4]
| Pos. | Nº | Pilota               | Squadra                    | Motocicletta | Giri | Tempo     | Griglia | Punti |
| ---- | -- | -------------------- | -------------------------- | ------------ | ---- | --------- | ------- | ----- |
| 1º   | 2  | Aaron Slight         | Castrol Honda              | Honda        | 14   | 28:54.050 | 4º      | 25    |
| 2º   | 3  | John Kocinski        | Castrol Honda              | Honda        | 14   | +0:00.035 | 3º      | 20    |
| 3º   | 22 | Scott Russell        | Yamaha World Superbike     | Yamaha       | 14   | +0:06.401 | 9º      | 16    |
| 4º   | 4  | Carl Fogarty         | Ducati Racing ADVF         | Ducati       | 14   | +0:06.401 | 5º      | 13    |
| 5º   | 7  | Pierfrancesco Chili  | Gattolone Racing           | Ducati       | 14   | +0:06.633 | 7º      | 11    |
| 6º   | 9  | Neil Hodgson         | Ducati Racing ADVF         | Ducati       | 14   | +0:06.837 | 8º      | 10    |
| 7º   | 45 | Colin Edwards        | Yamaha World Superbike     | Yamaha       | 14   | +0:09.333 | 6º      | 9     |
| 8º   | 8  | Akira Yanagawa       | Kawasaki Racing            | Kawasaki     | 14   | +0:18.110 | 2º      | 8     |
| 9º   | 11 | Mike Hale            | Suzuki World Superbike     | Suzuki       | 14   | +0:18.268 | 13º     | 7     |
| 10º  | 13 | Andreas Meklau       | BLM Ducati                 | Ducati       | 14   | +0:25.117 | 10º     | 6     |
| 11º  | 15 | Piergiorgio Bontempi | Kawasaki Italy Bertocchi   | Kawasaki     | 14   | +0:25.373 | 14º     | 5     |
| 12º  | 25 | Christer Lindholm    | Yamaha Motor Deutschland   | Yamaha       | 14   | +0:38.347 | 15º     | 4     |
| 13º  | 21 | Jochen Schmid        | Green Kawasaki Deutschland | Kawasaki     | 14   | +0:38.391 | 12º     | 3     |
| 14º  | 12 | James Whitham        | Suzuki World Superbike     | Suzuki       | 14   | +1:05.786 | 11º     | 2     |
| 15º  | 51 | Udo Mark             | Suzuki Deutschland         | Suzuki       | 14   | +1:08.759 | 18º     |       |
| 16º  | 31 | Igor Jerman          | MD Depala Vas              | Kawasaki     | 14   | +1:13.902 | 16º     | 1     |
| 17º  | 10 | Christian Lavieille  | Honda France               | Honda        | 14   | +1:38.748 | 21º     |       |
| 18º  | 59 | Anton Gruschka       | Bauer Racing Germany       | Yamaha       | 14   | +1:45.454 | 22º     |       |
| 19º  | 69 | Michal Bursa         | Motostar                   | Kawasaki     | 14   | +1:50.390 | 25º     |       |
| 20º  | 60 | Gerhard Esterer      | MSC Rottenegg              | Kawasaki     | 14   | +2:06.587 | 26º     |       |
| 21º  | 63 | Giorgio Cantalupo    | M.C. Augusta Praetoria     | Ducati       | 14   | +2:13.299 | 27º     |       |
| 22º  | 62 | Vittorio Scatola     | Motor Power di A.L.        | Kawasaki     | 13   | +1 giro   | 29º     |       |
| 23º  | 58 | Harry Fath           | Hutzel Racing              | Ducati       | 13   | +1 giro   | 28º     |       |
| 24º  | 71 | Ondřej Lelek         | Racing Team Fiomo          | Honda        | 13   | +1 giro   | 31º     |       |

#### Non classificato
| Nº | Pilota    | Squadra         | Motocicletta | Giri | Griglia |
| -- | --------- | --------------- | ------------ | ---- | ------- |
| 17 | Pere Riba | White Endurance | Honda        | 10   | 19º     |

#### Ritirati
| Nº | Pilota         | Squadra                 | Motocicletta | Giri | Griglia |
| -- | -------------- | ----------------------- | ------------ | ---- | ------- |
| 32 | Andrea Mazzali | Pirelli De Cecco Racing | Ducati       | 11   | 23º     |
| 6  | Simon Crafar   | Kawasaki Racing         | Kawasaki     | 6    | 1º      |
| 56 | Lothar Kraus   | L.Kraus                 | Kawasaki     | 0    | 30º     |

### Gara 2

#### Arrivati al traguardo[5]
| Pos. | Nº | Pilota               | Squadra                    | Motocicletta | Giri | Tempo     | Griglia | Punti |
| ---- | -- | -------------------- | -------------------------- | ------------ | ---- | --------- | ------- | ----- |
| 1º   | 4  | Carl Fogarty         | Ducati Racing ADVF         | Ducati       | 14   | 28:57.410 | 5º      | 25    |
| 2º   | 8  | Akira Yanagawa       | Kawasaki Racing            | Kawasaki     | 14   | +0:00.697 | 2º      | 20    |
| 3º   | 12 | James Whitham        | Suzuki World Superbike     | Suzuki       | 14   | +0:01.399 | 11º     | 16    |
| 4º   | 22 | Scott Russell        | Yamaha World Superbike     | Yamaha       | 14   | +0:03.891 | 9º      | 13    |
| 5º   | 45 | Colin Edwards        | Yamaha World Superbike     | Yamaha       | 14   | +0:04.167 | 6º      | 11    |
| 6º   | 6  | Simon Crafar         | Kawasaki Racing            | Kawasaki     | 14   | +0:04.435 | 1º      | 10    |
| 7º   | 7  | Pierfrancesco Chili  | Gattolone Racing           | Ducati       | 14   | +0:07.885 | 7º      | 9     |
| 8º   | 9  | Neil Hodgson         | Ducati Racing ADVF         | Ducati       | 14   | +0:10.885 | 8º      | 8     |
| 9º   | 21 | Jochen Schmid        | Green Kawasaki Deutschland | Kawasaki     | 14   | +0:11.630 | 12º     | 7     |
| 10º  | 13 | Andreas Meklau       | BLM Ducati                 | Ducati       | 14   | +0:17.440 | 10º     | 6     |
| 11º  | 15 | Piergiorgio Bontempi | Kawasaki Italy Bertocchi   | Kawasaki     | 14   | +0:21.805 | 14º     | 5     |
| 12º  | 25 | Christer Lindholm    | Yamaha Motor Deutschland   | Yamaha       | 14   | +0:30.035 | 15º     | 4     |
| 13º  | 35 | Gregorio Lavilla     | Pirelli De Cecco Racing    | Ducati       | 14   | +0:33.512 | 17º     | 3     |
| 14º  | 3  | John Kocinski        | Castrol Honda              | Honda        | 14   | +0:49.516 | 3º      | 2     |
| 15º  | 51 | Udo Mark             | Suzuki Deutschland         | Suzuki       | 14   | +0:49.720 | 18º     |       |
| 16º  | 31 | Igor Jerman          | MD Depala Vas              | Kawasaki     | 14   | +0:57.385 | 16º     | 1     |
| 17º  | 59 | Anton Gruschka       | Bauer Racing Germany       | Yamaha       | 14   | +1:26.061 | 22º     |       |
| 18º  | 69 | Michal Bursa         | Motostar                   | Kawasaki     | 14   | +1:41.753 | 25º     |       |
| 19º  | 60 | Gerhard Esterer      | MSC Rottenegg              | Kawasaki     | 14   | +1:47.078 | 26º     |       |
| 20º  | 63 | Giorgio Cantalupo    | M.C. Augusta Praetoria     | Ducati       | 14   | +1:51.235 | 27º     |       |
| 21º  | 62 | Vittorio Scatola     | Motor Power di A.L.        | Kawasaki     | 13   | +1 giro   | 29º     |       |
| 22º  | 17 | Pere Riba            | White Endurance            | Honda        | 13   | +1 giro   | 19º     |       |
| 23º  | 71 | Ondřej Lelek         | Racing Team Fiomo          | Honda        | 13   | +1 giro   | 31º     |       |

#### Ritirati
| Nº | Pilota              | Squadra                 | Motocicletta | Giri | Griglia |
| -- | ------------------- | ----------------------- | ------------ | ---- | ------- |
| 11 | Mike Hale           | Suzuki World Superbike  | Suzuki       | 13   | 13º     |
| 10 | Christian Lavieille | Honda France            | Honda        | 12   | 21º     |
| 58 | Harry Fath          | Hutzel Racing           | Ducati       | 11   | 28º     |
| 2  | Aaron Slight        | Castrol Honda           | Honda        | 10   | 4º      |
| 56 | Lothar Kraus        | L.Kraus                 | Kawasaki     | 6    | 30º     |
| 32 | Andrea Mazzali      | Pirelli De Cecco Racing | Ducati       | 2    | 23º     |
| 14 | James Haydon        | Gio.Ca.Moto             | Ducati       | 2    | 20º     |

### Supersport

#### Arrivati al traguardo
| Pos. | Nº | Pilota               | Motocicletta | Giri | Tempo      | Punti |
| ---- | -- | -------------------- | ------------ | ---- | ---------- | ----- |
| 1º   | 41 | Michaël Paquay       | Honda        | 14   | 30'44,108" | 25    |
| 2º   | 26 | Paolo Casoli         | Ducati       | 14   | +0,097"    | 20    |
| 3º   | 24 | Stéphane Chambon     | Ducati       | 14   | +0,493"    | 16    |
| 4º   | 6  | Vittoriano Guareschi | Yamaha       | 14   | +0,702"    | 13    |
| 5º   | 34 | Yves Briguet         | Suzuki       | 14   | +0,836"    | 11    |
| 6º   | 8  | Roberto Panichi      | Bimota       | 14   | +3,447"    | 10    |
| 7º   | 30 | Wilco Zeelenberg     | Yamaha       | 14   | +10,301"   | 9     |
| 8º   | 5  | Serafino Foti        | Ducati       | 14   | +11,681"   | 8     |
| 9º   | 36 | Christophe Cogan     | Ducati       | 14   | +21,777"   | 7     |
| 10º  | 7  | Thomas Körner        | Ducati       | 14   | +21,884"   | 6     |
| 11º  | 1  | Fabrizio Pirovano    | Suzuki       | 14   | +22,118"   | 5     |
| 12º  | 37 | Bruno Cirafici       | Bimota       | 14   | +23,247"   | 4     |
| 13º  | 31 | Marco Risitano       | Kawasaki     | 14   | +34,893"   | 3     |
| 14º  | 32 | Marc Garcia          | Honda        | 14   | +35,152"   | 2     |
| 15º  | 10 | Wim Theunissen       | Kawasaki     | 14   | +35,157"   | 1     |
| 16º  | 17 | Stéphane Mertens     | Suzuki       | 14   | +35,668"   |       |
| 17º  | 14 | Fred Bayens          | Honda        | 14   | +35,794"   |       |
| 18º  | 9  | Rudi Markink         | Yamaha       | 14   | +39,639"   |       |
| 19º  | 27 | Rubén Xaus           | Honda        | 14   | +39,843"   |       |
| 20º  | 91 | Andreas Meklau       | Ducati       | 14   | +40,118"   |       |
| 21º  | 40 | Ralf Stelzer         | Honda        | 14   | +44,368"   |       |
| 22º  | 21 | Claus Ehrenberger    | Suzuki       | 14   | +45,097"   |       |
| 23º  | 4  | Camillio Mariottini  | Honda        | 14   | +46,823"   |       |
| 24º  | 44 | Wolfgang Bauer       | Suzuki       | 14   | +1'14,425" |       |
| 25º  | 53 | Harry Van Beek       | Honda        | 14   | +1'58,117" |       |

#### Ritirati
| Nº | Pilota              | Motocicletta | Giri |
| -- | ------------------- | ------------ | ---- |
| 23 | Volker Bähr         | Kawasaki     | 8    |
| 51 | Jean Pierre Jeandat | Ducati       | 8    |
| 11 | Peter Koller        | Kawasaki     | 7    |
| 90 | Bernhard Schick     | Ducati       | 6    |
| 13 | Jeffry de Vries     | Yamaha       | 5    |
| 28 | Jonnie Ekerold      | Suzuki       | 5    |
| 60 | Eric Mahé           | Yamaha       | 2    |
| 2  | Massimo Meregalli   | Yamaha       | 0    |
| 42 | Jörg Teuchert       | Yamaha       | 0    |
| 35 | Giovanni Bussei     | Suzuki       | 0    |

#### Non partiti
| Nº | Pilota           | Motocicletta |
| -- | ---------------- | ------------ |
| 38 | Mario Innamorati | Ducati       |
| 3  | Mauro Lucchiari  | Ducati       |